# Mario Magnozzi
Mario Magnozzi, född 20 mars 1902 i Livorno, död 25 juni 1971 i Livorno, var en italiensk fotbollsspelare.
Magnozzi blev olympisk bronsmedaljör i fotboll vid sommarspelen 1928 i Amsterdam.